# 多項式
数学において、多項式（たこうしき、英: polynomial）とは、数と不定元（変数とも呼ばれる）をもとにして、和と積によってつくられる式のことである。たとえば、3x3 − 7x2 + 2x − 23 は x を不定元とする多項式である。多項式は不定元を複数もつ場合もある。
本記事では多項式とその基本的な演算について述べ、関連して代数方程式、因数分解、多項式関数といった事項に触れる。関連事項についての詳細は個別記事に譲る。なお、一部の記述は1変数多項式（不定元を1個だけもつ多項式）に特有の内容である。
代数方程式とは多項式によって表される方程式であり、これは特に1変数の場合には因数分解と密接に関係している。また、代数方程式は数学における最古の問題のひとつで、その解法の追究は複素数や群といった概念の発見をもたらした。
多項式関数とは多項式によって与えられる関数のことである。多項式は数学や他の科学にさまざまな形で現れるが、その背景には、複雑な関数の特徴をとらえる際に多項式関数による近似が頻繁に用いられることがあるといえるだろう。

## 基本用語

### 1変数の多項式
不定元 x に関する（1変数の）多項式とは、
{\displaystyle a_{n}x^{n}+a_{n-1}x^{n-1}+\dotsb +a_{1}x+a_{0}}
という形の式のことをいう。これを
{\displaystyle \sum _{k=0}^{n}a_{k}x^{k}}
とも書く。ただし、n は非負整数で、an, an − 1, …, a0 は数である。各々の akxk (k = 0, …, n) のことを項（より詳しくは k 次の項）とよび、ak をその項の係数という。特に、0次の項 a0 は定数項といわれる。たとえば、多項式 3x3 − 7x2 + 2x − 23 の項とは 3x3, −7x2, 2x, −23 のことで、−7x2 の係数は −7 であり、またこの多項式の定数項は −23 である。
項を並べる順番は変更してよい。たとえば −7x2 − 23 + 2x + 3x3 は 3x3 − 7x2 + 2x − 23 と同じ多項式である。また、0 を係数とする項は省略してもよい。たとえば x2 + 0x − 1  と x2 − 1  は同じ多項式であり、0x2 + 4x − 2  と 4x − 2  も同じ多項式である。
−3x や 2x5 のような、唯一の項によって表される多項式のことを単項式という。また、数 a0 を多項式とみなすこともできる（定数多項式）。
定数多項式 0 を除くすべての多項式 f は、anxn + an − 1xn − 1 + … + a1x + a0（ただし an ≠ 0）という形に表すことができる。このように表したとき、n のことを多項式 f の次数とよび、また f は n 次多項式であるという。さらにこのとき、n 次の項 anxn は最高次の項ともいわれる。
定数多項式 a0 の次数は a0 = 0 の場合を除き 0 である。0 の次数は、定義しないか、あるいは −∞ と定めることが多い（零多項式）。
なお、多項式の係数としてはさまざまな範囲の数を用いることができる。どういった範囲の数を採用しているか明示するために、「実数を係数とする多項式」のような表現が用いられることがある。集合 K に属する数を係数とする多項式のことを「K 上の多項式」ともいう。係数の集合 K としては体または可換環を選ぶことが多いが、必ずしもそれらに限定されない。

#### 高々 n 次の多項式
高々 n 次の多項式（）は次数が高々 n の多項式である。
n 次多項式は n 次の係数 an が an ≠ 0 に制約されている。この制約を外したものが「高々 n 次の多項式」である。応用数学では「上限 n 次の多項式で近似する」といった問題設定がしばしばなされるため、n 次多項式とは区別してこの概念が用いられる場合がある。

### 多変数の多項式
不定元 x, y に関する2変数の多項式とは、たとえば −2x3y2 + x4 − 17xy2 − 4 のように、有限個の axkyl（k, l は非負整数、a は数）の和として表される式のことをいう。同様にして、任意の正整数 m について m 変数の多項式の概念を考えることができる。2変数以上の多項式は、一般に多変数の多項式とよばれる。
K を数の集合とする。m 個の不定元 x1, x2, …, xm に関する K 上の多項式 f は、m 個の非負整数の組全体の集合を ℤ≥0m で表すとき、ℤ≥0m のある有限部分集合 I を用いて
{\displaystyle \sum _{(k_{1},k_{2},\dots ,k_{m})\in I}a_{k_{1}k_{2}\dotsb k_{m}}x_{1}^{k_{1}}x_{2}^{k_{2}}\dotsb x_{m}^{k_{m}}}
と表すことができる。ただし各 ak1k2…km は K の元である。同じことを、多重指数記法を用いて
{\displaystyle \sum _{k\in I}a_{k}x^{k}}
と書くこともできる（ここで x = (x1, x2, …, xm) ）。各々の ak1k2…kmx1k1x2k2…xmkm （多重指数記法では akxk）を多項式 f の項とよぶ。なお、1変数多項式の場合と同様に、0 を係数とする項は省略して書いてもよい。
m 変数の多項式 f を上記のように表したとき、項 ak1k2…kmx1k1x2k2…xmkm の次数とは、通常 k1 + k2 + … + km のことである。また、0 を係数とする項をすべて省略した形で f を書き表したときに、現れる項の次数のうち最大のものを f の次数とよぶ。たとえば、（不定元 x, y に関する）多項式 −2x3y2 + x4 − 17xy2 − 4 の次数は 5 である。

### 注意

#### 多項式と整式
「多項式」と「整式」は、数学の文献では同じ意味で使われることが多い。しかし一般にはそうでない流儀もある。たとえば、「整式」を本記事でいう多項式の意味で用い、「多項式」は単項式でない整式の意味で用いることがある。
また、現在の日本の中等教育課程では、本記事でいう多項式を「整式」とよび、「多項式」の語は副次的に用いる習慣がみられる。たとえば、中学校学習指導要領では「多項式」の語は「単項式」との対比においてのみ使われている。高等学校学習指導要領には「多項式」は現れず、もっぱら「整式」の語が使われている。

#### 不定元と変数
多項式については、「不定元」と「変数」という二つの言葉は基本的に同じ意味で使われる。
不定元（変数）x に関する多項式 f があるとき、この f を多項式とみなす限りにおいては、x は単なる形式的な記号にすぎず、値を持ったりはしない。その意味で、x を「変数」とよぶのは不適切だと考えることもできる。一方で、f を多項式関数（後述）とみなした場合は x は変数となる。多項式と多項式関数は異なる概念ではあるけれども、両者には密接な関係があることから、多項式についても「不定元」でなく「変数」という言葉を使う人も少なくない。不定元も参照すること。

#### 記号fとf(x)
多項式を記号で表す際の記法には、たとえば f と f(x) のように、不定元を表す文字を添えるものと添えないものがある。これらは両方とも広く用いられる。

## 多項式の演算

### 加法・乗法・定数倍
同じ不定元を持つ二つの多項式 f, g について、それらの和 f + g および積 fg とは、それぞれ、形式的な和や積を、加法・乗法の交換法則および分配法則が成り立つものとして整理して得られる多項式のことである。1変数の場合について式で表すと次のようになる。不定元を x として、{\textstyle f=\sum _{k=0}^{m}a_{k}x^{k}} および {\textstyle g=\sum _{k=0}^{n}b_{k}x^{k}} とおく。さらに、am + 1 = am + 2 = … = 0, bn + 1 = bn + 2 = … = 0 と定めておく。そのとき、和は
{\displaystyle f+g=\sum _{k=0}^{\max(m,n)}(a_{k}+b_{k})x^{k}}
となり、積は
{\displaystyle fg=\sum _{k=0}^{m+n}\left(\sum _{i=0}^{k}a_{i}b_{k-i}\right)x^{k}}
となる。
多項式 f と数 c に対し、f の c 倍（一般には定数倍ないしスカラー倍という）とは、f の各項の係数を c 倍して得られる多項式である。これも1変数の場合について式で表すと、{\textstyle f=\sum _{k=0}^{m}a_{k}x^{k}} に対して
{\displaystyle cf=\sum _{k=0}^{m}ca_{k}x^{k}}
である。
これらの演算は、多項式 f, g を多項式関数（後述）とみなしたときの、関数としての加法、乗法、定数倍と対応している。また、多項式の乗法は、数列に対する畳み込みとみることもできる。
可換環 R 上の不定元 x1, x2, …, xm に関する多項式全体の集合は、上述の演算によって R 上の多元環になる。これを（x1, x2, …, xm を不定元とする）R 上の m 変数多項式環といい、記号 R[x1, x2, …, xm] で表す。

### 除法
多項式の除法とは、体 K 上の（1変数）多項式 f, g（ただし g ≠ 0）に対して、次の2条件をみたす多項式 Q, R を求める手続きである。
1. f = gQ + R
2. R の次数は g の次数よりも小さい。（ただし、定数多項式 0 の次数は 0 より小さいものと解釈する。）

これらの条件をみたす多項式 Q, R の組は必ず存在し、しかも一意的である。Q のことを f を g で割った商、R のことを余り（または剰余）という。f を g で割った余りが 0 のとき、すなわち f = gQ をみたす Q が存在するとき、f は g で割り切れるという。
より一般に、単位元をもつ可換環 R 上の多項式 f, g についても、g がモニック多項式（最高次の項の係数が 1）ならば、同様にして f を g で割った商および余りを定めることができる。
多項式の除法は、より一般の、余りつきの除法の特別な場合とみなすことができる。除法の原理、ユークリッド環も参照せよ。
なお、多項式の除法に関する商のほかに、有理式としての商 f/g を考えることもできる。両者は異なるものである。

### 微分・積分
1変数多項式 {\textstyle f=\sum _{k=0}^{m}a_{k}x^{k}} に対して、その微分とは、
{\displaystyle f'=\sum _{k=1}^{m}ka_{k}x^{k-1}}
で定められる多項式 f′ をつくる演算である。f′ のことを f の導多項式という。同様にして、多変数多項式についても、各々の不定元に関する微分を考えることができる。
実数または複素数を係数とする多項式 f については、それを多項式関数（後述）とみなして微分することもできるが、上述の多項式としての微分は、この関数としての微分（多変数多項式の場合には偏微分）と対応している。関数としての微分と区別するため、多項式としての微分を形式的微分とよぶことがある。形式的微分には、多項式の係数が実数や複素数でなくても問題なく定義できるという利点がある。
多項式 f に対して、導多項式が f に一致するような多項式 F を求める操作のことを（形式的）積分という。

## 代数方程式
多項式の不定元を数に置き換えることを代入という。たとえば、多項式 f(x) = anxn + an − 1xn − 1 + … + a1x + a0 の不定元 x に数 c を代入することで
{\displaystyle f(c)=a_{n}c^{n}+a_{n-1}c^{n-1}+\dots +a_{1}c+a_{0}}
という数が得られる。
m 変数多項式 f(x1, …, xm) を用いて f(x1, …, xm) = 0 という形に表される方程式のことを代数方程式という。またその解、すなわち f(c1, …, cm) = 0 を満たす数の組 (c1, …, cm) のことを、多項式 f(x1, …, xm) の零点という。
1変数多項式 f(x) の零点のことを f(x) の根ともいう。数 c が  f(x) の根であることは、f(x) が1次式 x − c で割り切れるための必要十分条件である（因数定理）。f(x) が (x − c)k で割り切れ、かつ (x − c)k + 1 では割り切れないとき、c は f(x) の重複度 k の根であるという。2以上の重複度をもつ根は重根とよばれる。
体 K 上の1変数多項式 f が K の代数閉包において重根をもつことは、f と導多項式 f′ が定数でない共通因子をもつことと同値である（関連して、判別式を参照せよ）。f が K の代数閉包において重根をもたないとき、f は分離多項式であるという。

## 因数分解
与えられた多項式 f をいくつかの多項式の積として表すことを、多項式 f の因数分解という。
因数分解を行うためのもっとも単純な方法は、因数分解の結果として現れる多項式の係数を未知数とみなし、それらに関する方程式を立てて解を探すことである。たとえば、2次式 Ax2 + Bx + C を1次式の積に因数分解するには、(ax + b)(cx + d) = acx2 + (ad + bc)x + bd だから、A = ac, B = ad + bc, C = bd が満たされるような数 a, b, c, d を探せばよい。また、特に1変数の多項式を因数分解する場合には、因数定理も重要な道具となる。
因数分解に関連して、1変数の場合における既約多項式の概念がある。ここでは説明を簡単にするため係数の集合は体 K であるとする。1次以上の多項式 f ∈ K[x] が、同じく K に係数をもつ二つの1次以上の多項式の積として表されないとき、f は K 上で既約であるという。既約でない多項式は可約であるといわれる。多項式の因数分解は、通常、与えられた多項式を既約多項式の積として表すことが目標となる。
多項式の既約性は、係数体 K の選び方に依存する。たとえば、x2 − 2 は有理数体 {\textstyle \mathbb {Q} } 上で既約だが、実数体 {\textstyle \mathbb {R} } 上では可約である。x2 + 1 は {\textstyle \mathbb {R} } 上で既約だが、複素数体 {\textstyle \mathbb {C} } 上で可約である。

## 多項式関数
1変数多項式 f(x) が与えられたとき、数 c に対し、不定元 x に c を代入して得られる数 f(c) を対応させることにより関数が得られる。これを多項式 f(x) が定める多項式関数とよぶ。多変数多項式についても同様にして（多変数の）多項式関数が得られる。n 次多項式の定める多項式関数は n 次関数とよばれる。
多項式 f の定める多項式関数は、同じ文字 f で表されることが多い。多項式関数の変数を表す文字にも、しばしば、もとの多項式の不定元を表す文字が流用される。
しかしながら、多項式と多項式関数は異なる概念である。f, g が「多項式として一致する」というのは対応する係数がすべて一致するという意味だが、f, g の定める多項式関数が一致するにもかかわらず、両者が多項式として一致しない場合もある。たとえば、有限体 {\textstyle \mathbb {F} _{2}} 上の多項式 f(x) = x2 + x は多項式として 0 とは異なるが、f(x) の定める多項式関数は零関数 0 である。係数の集合が実数体 {\textstyle \mathbb {R} } や複素数体 {\textstyle \mathbb {C} } などの無限体であれば、このような現象は起きず、異なる多項式は異なる関数を定めることが知られている。
実数を係数とする m 変数多項式関数は、{\textstyle \mathbb {R} ^{m}} 全体で連続微分可能である。複素数係数の m 変数多項式関数は {\textstyle \mathbb {C} ^{m}} 全体で正則である。

## 一般化

### 行列変数多項式
行列多項式は行列変数の多項式である。通常はスカラー値の多項式 P(x) = ∑n
i=0 aixi = a0 + a1x + a2x2 + ⋯ + anxn が与えられたとき、これを行列 A で評価した値というものを
{\displaystyle P(A)=\sum _{i=0}^{n}a_{i}A^{i}=a_{0}I+a_{1}A+a_{2}A^{2}+\cdots +a_{n}A^{n}}
のこととして定義する。ここで、定数項は単位行列 I のスカラー倍に置き換わることに注意。
行列多項式方程式は行列多項式の間の等式であって、考えている範囲の行列のうち特定のもののみがそれを満足するものを言う。同様に、考えている行列環 Mn(R) に属する任意の行列について成り立つ行列多項式の間の等式は行列多項式恒等式と呼ぶ。

### 冪級数
形式冪級数 ∑∞
n=0 anxn は多項式とよく似ているが、非零項が（可算）無限個あってもよい（つまり有限次とは限らない）点が異なる。ゆえに多項式と違って、一般には全ての項を陽に書き下すことは（無理数の小数表示が全て書ききれないことと同様の意味で）できない。しかし、各項に対する扱いや演算における項の操作ルールは多項式に対するものとまったく同じくすることができる。形式冪級数ではなく収束冪級数を考えることでも多項式を一般化することができるが、積は必ずしも収束するとは限らないので、環構造の埋め込みにはならないことに注意。形式冪級数は一般に次数に関して最大の非零項を持つとは限らないが、必ず最小の非零項を持つから、多項式の次数に対応する概念として形式冪級数の位数 (order) は最小の非零項の次数として定まる。

### ローラン多項式
冪級数に対して、さらに有限個の負冪の項も許した一般化として形式ローラン級数が定義される。形式ローラン級数もまた最大の非零項を持つとは限らないが、必ず最小の非零項を持つ（が、略式的には両側無限和として ∑+∞
n=−∞ anxn のようにも書く）。
形式冪級数の特別の場合が多項式であったことの（形式）ローラン級数において対応する概念として、（形式）ローラン多項式は不定元の負冪の項を有限個含む多項式の類似物である。すなわち、ローラン多項式は正負の次数の項を含む有限和 {\textstyle \sum _{i=-N}^{M}a_{i}x^{i}\quad (N,M\in \mathbb {N} )} であり、最小の非零項および最大の非零項を持つ。

### 非可換多項式

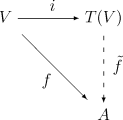
テンソル代数の普遍性

通常の多変数多項式環は、変数と係数および変数同士の可換性が仮定されている。この変数の間の可換性を仮定からはずすことで、非可換多項式環が定義される。可換性をはずしたために、非可換多項式を一般に書き表すのは困難であるが、非可換多項式環はテンソル代数として記述することができる。X = {x1, x2, ..., xn}を基底とする有限次元 K ベクトル空間あるいは可換環 K 上の階数有限な自由加群 V 上のテンソル代数 T(V) を
{\displaystyle T(V)=:K\langle x_{1},x_{2},\ldots ,x_{n}\rangle =K\langle \mathbf {X} \rangle }
などと記してK 上の非可換多項式環と呼ぶ。ここで術語「自由」(free) は、この環が必ずしも乗法が可換でないような多元環としての普遍性を持つということを意味している。K 上で有限生成な（非可換）環 A
{\displaystyle A=K\langle \alpha _{1},\alpha _{2},\ldots ,\alpha _{n}\rangle :=\left\{\sum _{l}c_{l}\alpha _{i_{1}}^{(l)}\alpha _{i_{2}}^{(l)}\cdots \alpha _{i_{k_{l}}}^{(l)}\mid c_{l}\in K,\alpha _{i_{j}}^{(l)}\in \{\alpha _{1},\ldots ,\alpha _{n}\}\right\}}
は K⟨X⟩ の代入による準同型像として得られる。つまり、適当な K 多元環の全射準同型で
{\displaystyle K\langle \mathbf {X} \rangle \to A;\ f(x_{1},x_{2},\ldots ,x_{n})\mapsto f(\alpha _{1},\alpha _{2},\ldots ,\alpha _{n})}
なるものが必ず取れ、またしたがって A は K⟨X⟩ のある商多元環に同型である。この準同型の V への制限は V から A への K 線型写像であるが、逆に V から A への任意の K 線型写像はかならずこのような形の多元環の準同型に延長可能である。これはテンソル代数の普遍性と呼ばれる性質の一部である。
また、非可換多項式環 K⟨x1, x2, …, xn⟩ をテンソル代数とみるとき、対応する対称代数 S(V) (xy − yx の形の元全体で生成される両側イデアルで割った代数) は多項式環 K[x1, x2, …, xn] であり、多項式環が有限生成可換多元環に対する普遍性を持っていることに対応している。

### 有理函数
有理式は、二つの多項式 P, Q の商（代数的分数式）P(x)/Q(x)  のことを言い、有理式として書き直すことのできる任意の代数式の定める函数を有理函数と呼ぶ。
多項式函数は変数に対する任意の代入に対して値が定義されるが、有理函数は分母が零にならないような変数の値に対してしか定義されない。
有理函数はローラン多項式を分母が不定元の冪であるような特別の場合として含む。